# Vilaxuste
Vilaxuste (llamada oficialmente San Pedro de Vilaxuste) es una parroquia española del municipio de Puertomarín, en la provincia de Lugo, Galicia.

## Organización territorial
La parroquia está formada por trece entidades de población, constando diez de ellas en el nomenclátor del Instituto Nacional de Estadística español:

### Entidades de población
Entidades de población que forman parte de la parroquia:
- A Carballeira
- A Eirexe
- A Escrita
- A Frocela
- Domez
- Gai
- O Mazo
- O Penedo
- Os Casás
- Pedrouzos
- Samocela
- Vilar (O Vilar)

### Despoblado
Despoblado que forma parte de la parroquia:
- Val de Porrás

## Demografía
| Gráfica de evolución demográfica de Vilaxuste entre 2000 y 2020 |
|                                                                 |
| Datos según el nomenclátor publicado por el INE.                |